# Chaetophthalmus similis
Chaetophthalmus similis är en tvåvingeart som beskrevs av Walker 1853. Chaetophthalmus similis ingår i släktet Chaetophthalmus och familjen parasitflugor. Inga underarter finns listade i Catalogue of Life.